# 马茨·芒努松
马茨·芒努松（瑞典語：Mats Magnusson，1963年7月10日—），瑞典男子足球运动员，场上位置是前锋。他曾代表瑞典国家队参加1990年国际足联世界杯，结果队伍止步小组赛阶段。